# 川原柳駅
川原柳駅（かわらやぎえき）は、かつて長野県上田市に存在した上田交通真田傍陽線の駅。真田傍陽線の廃線と同時に廃駅となった。

## 概要
上田市の北東部、上州街道の上田の入り口にある川原柳町の脇に設置されたためこの駅名となっている。市街地に設けられた駅で唯一交換設備を持ち、相対式ホーム2面2線とハイヤーの事務所を兼ねた駅舎（事務所部分は戦後増築した）を持っていた。駅舎は駅の南側（真田・傍陽方面に向かって右側）にあった。
駅は、クハ250形251号を電車化しモハ4250形4257号として就役させた企業である三葉製作所の工場の近くにあった。駅は国道144号線と平行していたが、1967年に同線のバイパス（現在は本線）が完成すると鉄道利用者が減少した。
駅の廃止後は上田交通→上電バスのバス停留所となったが、停留所は旧144号線入り口に設置されている。また、18号線と144号線との交差点付近に「上川原柳停留所」が、現在の144号線入り口に「下川原柳停留所」が設置されており、後者が駅跡前に設置されている。

## 歴史
- 1927年（昭和2年）11月20日：開業。
- 1972年（昭和47年）2月19日：真田傍陽線の廃止に伴い、廃駅となる。

## 駅構造
相対式ホーム2面2線と駅舎を有する地上駅であった。なお、駅舎はハイヤーの事務所を兼ねていた。

## 隣の駅
上田交通
真田傍陽線
北上田駅 - 川原柳駅 - 神科駅